# العلاقات الأنغولية البوتانية
العلاقات الأنغولية البوتانية هي العلاقات الثنائية التي تجمع بين أنغولا وبوتان.

## مقارنة بين البلدين
هذه مقارنة عامة ومرجعية للدولتين:
| وجه المقارنة                                              | أنغولا           | بوتان          |
| --------------------------------------------------------- | ---------------- | -------------- |
| المساحة (كم2)                                             | 1.25 مليون       | 38.39 ألف      |
| عدد السكان (نسمة)                                         | 29.78 مليون      | 807.61 ألف     |
| الكثافة السكانية (ن./كم²)                                 | 23.82            | 21.04          |
| العاصمة                                                   | لواندا           | تيمفو          |
| اللغة الرسمية                                             | اللغة البرتغالية | لغة دزونكا     |
| العملة                                                    | كوانزا أنغولي    | نغولترم بوتاني |
| الناتج المحلي الإجمالي (بليون دولار)                      | 124.21 مليار     | 2.51 مليار     |
| الناتج المحلي الإجمالي (تعادل القوة الشرائية) بليون دولار | 184.83 مليار     | 6.49 مليار     |
| الناتج المحلي الإجمالي الاسمي للفرد دولار أمريكي          | 4.10 ألف         | 2.66 ألف       |
| الناتج المحلي الإجمالي للفرد دولار أمريكي                 |                  | 7.82 ألف       |
| مؤشر التنمية البشرية                                      | 0.533            | 0.605          |
| رمز المكالمات الدولي                                      | +244             | +975           |
| رمز الإنترنت                                              | .ao              | .bt            |
| المنطقة الزمنية                                           | ت ع م+01:00      | ت ع م+06:00    |

## منظمات دولية مشتركة
يشترك البلدان في عضوية مجموعة من المنظمات الدولية، منها:
| علم المنظمة | اسم المنظمة                        | تاريخ انضمام أنغولا | تاريخ انضمام بوتان |
| ----------- | ---------------------------------- | ------------------- | ------------------ |
|             | منظمة الشرطة الجنائية الدولية      | ?                   | ?                  |
|             | منظمة حظر الأسلحة الكيميائية       | ?                   | ?                  |
|             | مؤسسة التمويل الدولية              | 19 سبتمبر 1989      | 1 ديسمبر 2003      |
|             | يونسكو                             | 11 مارس 1977        | 13 أبريل 1982      |
|             | البنك الدولي للإنشاء والتعمير      | 19 سبتمبر 1989      | 28 سبتمبر 1981     |
|             | مؤسسة التنمية الدولية              | 19 سبتمبر 1989      | 28 سبتمبر 1981     |
|             | الأمم المتحدة                      | 1 ديسمبر 1976       | 21 سبتمبر 1971     |
|             | وكالة ضمان الاستثمار متعدد الأطراف | 19 سبتمبر 1989      | 21 أكتوبر 2014     |
|             | الاتحاد الدولي للاتصالات           | 13 أكتوبر 1976      | 15 سبتمبر 1988     |
|             | الاتحاد البريدي العالمي            | ?                   | ?                  |

## وصلات خارجية
- موقع وزارة الخارجية الأنغولية
- موقع وزارة الخارجية البوتانية